# 봉화역 (봉화)
봉화역(Bonghwa station, 奉化驛)은 경상북도 봉화군 봉화읍 해저리에 위치한 영동선의 철도역이다.
모든 무궁화호 열차가 정차하는 역이며, 역무실에서 한국철도 100주년 기념 스탬프를 날인할 수 있다. 개통 당시에는 경북내성역(慶北乃城驛)으로 영업했었으며 2013년 5월 1일부터 5월 14일까지 백두대간협곡열차가 임시 정차했었다가 2017년 12월 15일부터 영주발 첫차 한정으로 정차하고 있다.역사가 매우 크다.

## 연혁
- 1949년 11월 30일 : 역사 신축 준공
- 1950년 2월 1일 : 경북내성역으로 영업 개시[1]
- 1955년 7월 1일 : 봉화역으로 역명변경[2]
- 1973년 3월 26일 : 민수용 무연탄도착취급역 지정[3]
- 1994년 1월 1일 : 소화물 취급 중지[4]
- 1994년 9월 8일 : 역사 신축 준공[5]
- 1997년 6월 1일 : 문단역 간이역 격하에 따라 관리역 지정[5]
- 1999년 7월 29일 : 연동폐색식에서 자동폐색식으로 변경[5]
- 2009년 3월 18일 : 화물헛간 철거[5]
- 2013년 4월 12일 : 중부내륙순환열차 운행 개시
- 2015년 5월 29일 : 화물 취급 중지[6]
- 2020년 2월 3일 : 중부내륙순환열차 운행 중지

### 승강장
| ↑춘양   |
| １２ \| |
| 영주↓   |

| 1 | 영동선 | 무궁화호 누리로 | 철암▪동해 방면        |
| 2 | 영동선 | 무궁화호 누리로 | 영주▪동대구▪부전 방면 |

## 인접한 역
| 영동본선                | 영동본선         | 영동본선       |
| ----------------------- | ---------------- | -------------- |
| 영주 부전 · 동대구 방면 | 무궁화호 영동선  | 춘양 동해 방면 |
| 영주 방면               | 무궁화호 영동선  | 춘양 동해 방면 |
| 영주 방면               | 백두대간협곡열차 | 춘양 철암 방면 |